# Sjanovo
Sjanovo (Bulgaars: Сяново) is een dorp in het noordoosten van Bulgarije. Het dorp is gelegen in de gemeente Toetrakan in de oblast Silistra. Het dorp ligt hemelsbreed 63 km ten zuidwesten van Silistra en 291 km ten noordoosten van Sofia.

## Bevolking
Het aantal inwoners in Sjanovo vertoont al jaren een dalende trend: in 1956 woonden er nog 712 personen in het dorp; op 31 december 2020 woonden er nog slechts 54 inwoners.
|  |

In het dorp wonen nagenoeg uitsluitend etnische Bulgaren. In de officiële volkstelling van 2011 identificieerden 70 van de 74 ondervraagden zichzelf als etnische Bulgaren. De overige 4 ondervraagden waren etnische Turken.
| Etnische samenstelling van de respondenten (2011) | Etnische samenstelling van de respondenten (2011) | Etnische samenstelling van de respondenten (2011) | Etnische samenstelling van de respondenten (2011) | Etnische samenstelling van de respondenten (2011) |
| ------------------------------------------------- | ------------------------------------------------- | ------------------------------------------------- | ------------------------------------------------- | ------------------------------------------------- |
|                                                   |                                                   |                                                   |                                                   |                                                   |
| Bulgaren                                          | Bulgaren                                          |                                                   | 94,6%                                             | 94,6%                                             |
| Turken                                            | Turken                                            |                                                   | 5,4%                                              | 5,4%                                              |
| Roma                                              | Roma                                              |                                                   | 0,0%                                              | 0,0%                                              |
| Anders/Onbekend                                   | Anders/Onbekend                                   |                                                   | 0,0%                                              | 0,0%                                              |

Antimovo - Belitsa - Brenitsa - Doenavets - Nova Tsjerna - Pozjarevo - Preslavtsi - Sjoementsi - Sjanovo - Staro Selo - Tarnovtsi - Toetrakan - Tsarev Dol - Tsar Samoeil - Varnentsi